# Foundation (Kosmetik)

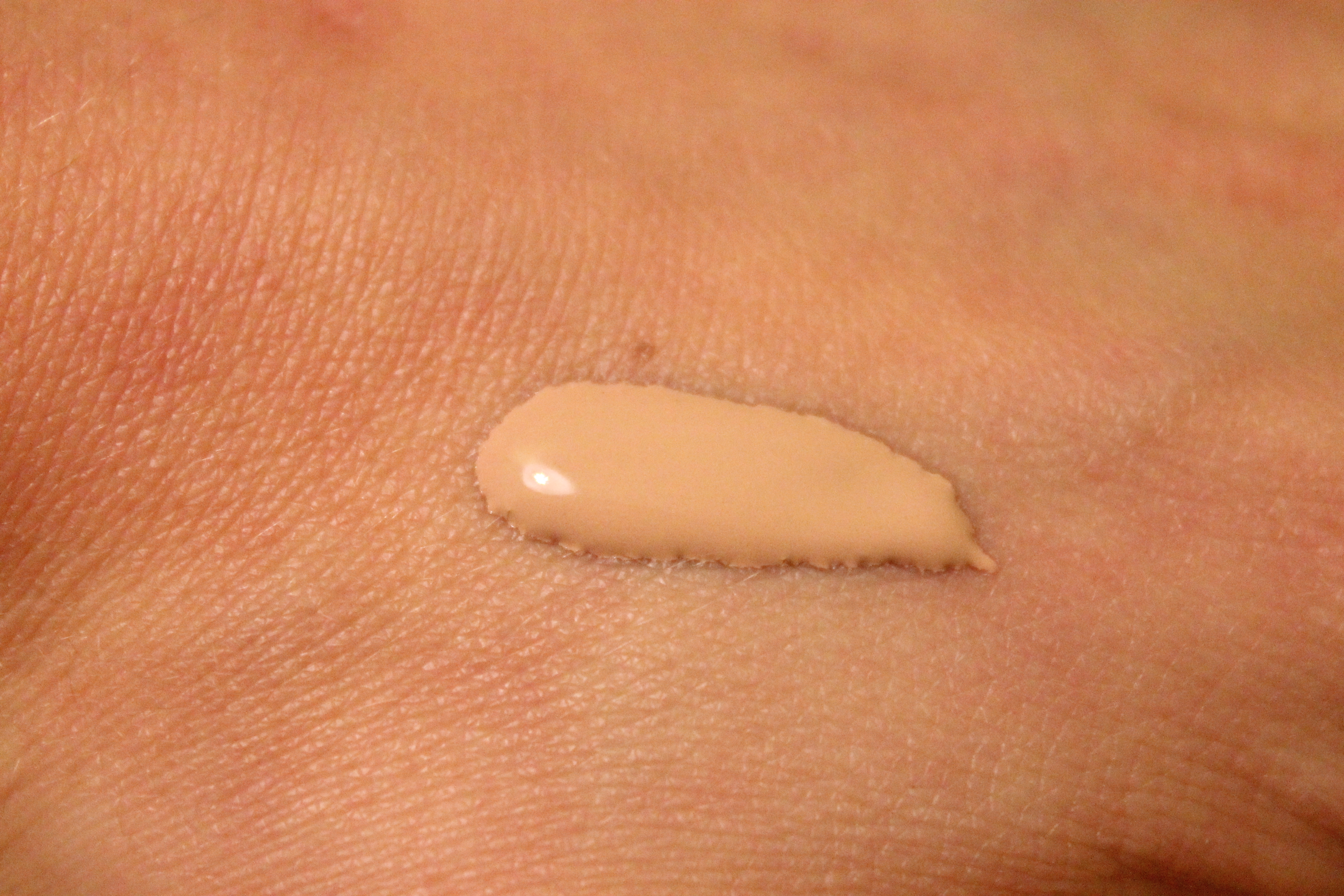
Foundation

Die Foundation (engl. für Grundlage) bezeichnet in der Kosmetik eine der untersten Schichten kosmetischer Produkte, die auf Regionen des Gesichts aufgetragen wird, auf denen später das restliche Make-up folgt. Die Foundation ermöglicht dem danach aufgetragenen kosmetischen Produkt eine verbesserte Haftung und eine optische Optimierung, wenn die Haut vorher sorgfältig gereinigt und eventuell gepeelt wurde. Um eine optimale Wirkung zu erzielen, sollte in der Mitte der T-Zone mit dem Auftragen begonnen und die Foundation von innen nach außen bis an die Ränder verteilt werden. Vor der ersten Anwendung sollte eine kleine Menge Foundation am Arm, an der Hand oder an einer kleinen Stelle im Gesicht auftragen werden, um somit eine allergische Reaktion weitestgehend ausschließen zu können.
Je nach Art des zu behandelnden Hauttyps gibt es auf dem Markt verschiedene Arten von Foundations.